# Sadovska, Barîșivka
Sadovska (în ucraineană Садовська) este o comună în raionul Barîșivka, regiunea Kiev, Ucraina, formată numai din satul de reședință.

## Demografie
Componența lingvistică a comunei Sadovska
     Ucraineană (96,74%)
     Rusă (3,26%)
Conform recensământului din 2001, majoritatea populației comunei Sadovska era vorbitoare de ucraineană (96,74%), existând în minoritate și vorbitori de rusă (3,26%).